# Système d'information sur la biodiversité
 (mars 2023).
Si vous disposez d'ouvrages ou d'articles de référence ou si vous connaissez des sites web de qualité traitant du thème abordé ici, merci de compléter l'article en donnant les références utiles à sa vérifiabilité et en les liant à la section « Notes et références ».
Un système d’information sur la biodiversité est un système d'information, un ensemble organisé d'éléments permettant de regrouper, de classifier et de diffuser de l'information sur la biodiversité.

## Définition
Les systèmes d’information sur la biodiversité constituent une application des SI aux données issues de l’étude de la biodiversité. Ils permettent donc une gestion contrôlée et sécurisée des flux d’information numérisés par les acteurs de la biodiversité, aux travers de possibilités de stockage, de classement, d’analyse, de vérification, de traitement, de partage et de diffusion des données recueillies et transformées.